# Longde Chengguanzhen (häradshuvudort i Kina, Ningxia Huizu Zizhiqu, lat 35,61, long 106,12)
Longde Chengguanzhen är en häradshuvudort i Kina. Den ligger i den autonoma regionen Ningxia, i den nordvästra delen av landet, omkring 320 kilometer söder om regionhuvudstaden Yinchuan. Antalet invånare är 160 754. Befolkningen består av 79 406 kvinnor och 81 348 män. Barn under 15 år utgör 22,0 %, vuxna 15-64 år 69 %, och äldre över 65 år 7,0 %.
Runt Longde Chengguanzhen är det ganska tätbefolkat, med 222 invånare per kvadratkilometer. Longde Chengguanzhen är det största samhället i trakten. Trakten runt Longde Chengguanzhen består i huvudsak av gräsmarker.
Genomsnittlig årsnederbörd är 684 millimeter. Den regnigaste månaden är september, med i genomsnitt 148 mm nederbörd, och den torraste är december, med 1 mm nederbörd.